# Puccinia crinitae
Puccinia crinitae ist eine Ständerpilzart aus der Ordnung der Rostpilze (Pucciniales). Der Pilz ist ein Endoparasit des Süßgrases Dichelachne critina. Symptome des Befalls durch die Art sind Rostflecken und Pusteln auf den Blattoberflächen der Wirtspflanzen. Sie ist ein Endemit Neuseelands.

## Merkmale

### Makroskopische Merkmale
Puccinia crinitae ist mit bloßem Auge nur anhand der auf der Oberfläche des Wirtes hervortretenden Sporenlager zu erkennen. Sie wachsen in Nestern, die als gelbliche bis braune Flecken und Pusteln auf den Blattoberflächen erscheinen.

### Mikroskopische Merkmale
Das Myzel von Puccinia crinitae wächst wie bei allen Puccinia-Arten interzellulär und bildet Saugfäden, die in das Speichergewebe des Wirtes wachsen. Aecien oder Spermogonien der Art sind nicht bekannt. Die Uredien des Pilzes wachsen beid-, meist oberseitig auf den Blattoberflächen der Wirtspflanze. Ihre hellgelben Uredosporen sind breit ellipsoid, 30–35 × 26–30 µm groß und fein stachelwarzig. Die blattoberseitig wachsenden Telien der Art sind schwärzlich, bedeckt und kompakt. Die haselnussbraunen Teliosporen sind ein- bis zweizellig, in der Regel langkeulig bis zylindrisch und 50–80 × 15–20 µm groß; ihr Stiel äußerst kurz.

## Verbreitung
Das bekannte Verbreitungsgebiet von Puccinia crinitae umfasst lediglich Neuseeland.

## Ökologie
Die Wirtspflanze von Puccinia crinitae ist Dichelachne critina. Der Pilz ernährt sich von den im Speichergewebe der Pflanzen vorhandenen Nährstoffen, seine Sporenlager brechen später durch die Blattoberfläche und setzen Sporen frei. Die Art verfügt über einen Entwicklungszyklus, von dem bislang lediglich Telien und Uredien sowie deren Wirt bekannt sind; Spermogonien und Aecien konnten dem Pilz nicht zugeordnet werden.